# 거제도롱뇽
거제도롱뇽(학명: Hynobius geojeensis)은 도롱뇽의 일종이다. 거제도의 고유종이다. 2020년 신종으로 기재되었다. 과거에는 도롱뇽(Hynobius leechii)으로 분류되었다.